# Cao lương đỏ (tiểu thuyết)

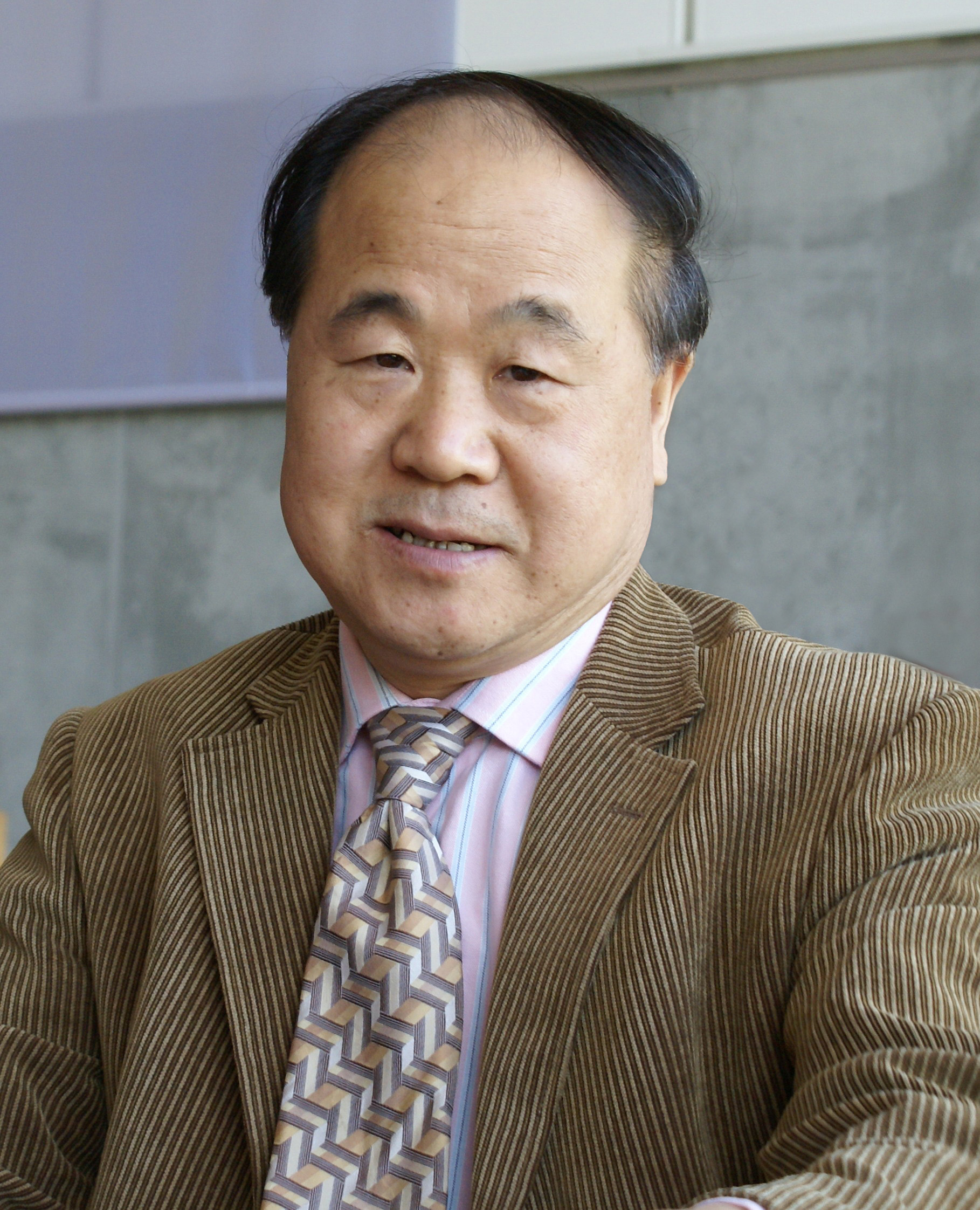
Nhà văn Mạc Ngôn

Cao Lương Đỏ hay Red Sorghum Clan là một tác phẩm văn học của nhà văn người Trung Quốc Mạc Ngôn. Tiểu thuyết này đã được chuyển thể thành phim điện ảnh năm 1987 và phim truyền hình năm 2014.

## Nội dung
Bối cảnh câu chuyện là những năm 1920 và 1930 tại miền quê Cao Mật ở miền Nam Trung Hoa. Câu chuyện được kể từ ngôi thứ nhất, với nhân vật chính là bà nội của người kể chuyện. Cô gái trẻ đầy khát vọng yêu đương đã bị gả cho một người đàn ông mắc bệnh phong. Ngày lên kiệu hoa, cô gái đầy chán chường ấy đã gặp và say mê một trong những người phu kiệu khỏe mạnh, mà sau này đã trở thành tư lệnh Dư Chiêm Ngao, người anh hùng phục kích đoàn xe Nhật. Ngày hôm ấy chính anh đã cứu cô khỏi tay bọn cướp.
Hai ngày sau ở nhà chồng, cô thức trắng với con dao trong tay. Ngày thứ ba được trả về, người phu kiệu đã cướp cô chạy vào rừng cao lương đỏ. Ba ngày hạnh phúc trong rừng đã đem lại cho cô một đứa con trai, cha của người kể chuyện.
Năm 14 tuổi, người con trai gia nhập đoàn quân của Dư Chiêm Ngao mà ông vẫn coi là cha nuôi. Người con gái giờ đây đã là người thiếu phụ, ngày ngày vẫn làm bánh đem ra chiến trường khao quân. Trong một lần gánh bánh gặp đúng lúc xe giặc đang đi qua, bà đã hy sinh. Trước khi chết bà nói cho con trai biết về người cha thật sự, và ra đi nhẹ nhàng trên đệm cây cao lương, nơi đã chứng kiến tình yêu và hạnh phúc của bà.

## Chuyển thể
Cao lương đỏ đã được chuyển thể thành phim điện ảnh năm 1987, do Trương Nghệ Mưu đạo diễn với hai diễn viên chính Củng Lợi và Khương Văn. Bộ phim đã đoạt giải thưởng Gấu Vàng - giải cao nhất tại Liên hoan phim quốc tế Berlin năm 1988.
Tác phẩm này một lần nữa được chuyển thể thành phim truyền hình năm 2014, Trịnh Hiểu Long đạo diễn, hai diễn viên chính là Châu Tấn và Chu Á Văn.